# Cerekwica Stara
Cerekwica Stara – wieś w Polsce położona w województwie wielkopolskim, w powiecie jarocińskim, w gminie Jaraczewo.
W latach 1975–1998 miejscowość należała administracyjnie do województwa kaliskiego.
20 września 1873 w miejscowości urodził się Franciszek Hutten-Czapski – ziemianin, pierwszy starosta wrzesiński w odrodzonej Polsce (1918-1921).
Miejscowość jest siedzibą parafii św. Jakuba Większego Apostoła. W strukturze kościoła rzymskokatolickiego parafia należy do metropolii poznańskiej, archidiecezji poznańskiej, dekanatu boreckiego.